# Хеммор (союз общин)
Хеммор (нем. Hemmoor) — союз общин в Германии, земля Нижняя Саксония, район Куксхафен. 
Население составляет 14 303 человек (на 31 декабря 2023 года). Занимает площадь 123,79 км².

## Административное устройство
В союз общин Хеммор входят следующие общины:
- Остен
- Хеммор
- Хехтхаузен